# Золота Грива (Новосибірська область)
Золота Грива (рос. Золотая Грива) — село у Чулимському районі Новосибірської області Російської Федерації.
Входить до складу муніципального утворення Каяцька сільрада. Населення становить 556 осіб (2010).

## Історія
Згідно із законом від 2 червня 2004 року органом місцевого самоврядування є Каяцька сільрада.

## Населення
| 2002 | 2007 | 2010 |
| ---- | ---- | ---- |
| 606  | ↗608 | ↘556 |